# Alyah Chanelle Scott
Alyah Chanelle Scott (3 de julio de 1997) es una actriz, directora y productora estadounidense ganadora de un premio Tony. Es conocida por sus papeles de Whitney Chase en la serie de HBO Max de 2021 The Sex Lives of College Girls y de Timberly Fox en la serie de Hulu de 2022 Reboot.

## Temprana edad y educación
Alyah Chanelle Scott creció en Pearland, Texas, un suburbio de Houston. Su madre es ingeniera aeroespacial de la NASA y su padre trabaja en finanzas en una empresa de automóviles.Asistió a la escuela secundaria Glenda Dawson y se graduó en 2015.
Recibió una Licenciatura en Bellas Artes del programa de teatro musical de la Universidad de Michigan.

## Carrera

### Actuación
Scott pasó varios veranos actuando en producciones en el Music Theatre Wichita, incluidas El jorobado de Notre Dame y Pippin.Mientras estaba en su último año de universidad, Scott consiguió el papel de Nabulungi, la protagonista femenina de El Libro de Mormón, para la gira nacional del musical por Estados Unidos.Se unió a la gira en julio de 2019 y actuó en cientos de espectáculos hasta principios de 2020, cuando sus espectáculos fueron cancelados debido a la pandemia de COVID-19.
Protagonizó The Sex Lives of College Girls de Mindy Kaling, como Whitney Chase, que se estrenó en HBO Max el 18 de noviembre de 2021. El programa fue renovado para una segunda temporada,y en diciembre de 2022 se renovó para una tercera.
También protagonizó Reboot de Steve Levitan, como Timberly Fox, que se estrenó en Hulu el 20 de septiembre de 2022.

### Producción
Como coproductora del equipo de Runyonland Sussman para la reposición de Parade en Broadway en 2023, Scott ganó el premio Tony a la mejor reposición de un musical.Ese mismo año fue nominada al premio Tony a la mejor reposición de una obra por la reposición de 2023 de A Doll's House de Ibsen, protagonizada por Jessica Chastain (como coproductora con el equipo OHenry Theatre Nerd Productions / Runyonland MMP).
Otros créditos de producción incluyen la reposición de Broadway en 2023 de The Sign in Sidney Brustein's Window, Gutenberg ¡El musical!, y la reposición de The Wiz en 2024.

### Dirección
Dirigió los vídeos musicales de las canciones Snow Angel y Talk Too Much de Reneé Rapp en 2023.

## Filmografía

### Televisión
| Año           | Título                         | Rol           | Notas          |
| ------------- | ------------------------------ | ------------- | -------------- |
| 2019          | The Walk Off                   | McKenna       | Cortometraje   |
| 2021–presente | The Sex Lives of College Girls | Whitney Chase | Protagonista   |
| 2022          | Reboot                         | Timberly Fox  | Rol recurrente |

### Escenario
| Año       | Production         | Rol       |
| --------- | ------------------ | --------- |
| 2019–2020 | The Book of Mormon | Nabulungi |

### Videos musicales
| Año  | Título          | Artista    | Notas     |
| ---- | --------------- | ---------- | --------- |
| 2022 | "Too Well"      | Reneé Rapp |           |
| 2023 | "Snow Angel"    | Reneé Rapp | Directora |
| 2023 | "Talk Too Much" | Reneé Rapp | Directora |

## Premios y nominaciones
| Año  | Premio               | Category                                   | Nominated work | Result   | Rol                                                               | Ref.          |
| ---- | -------------------- | ------------------------------------------ | -------------- | -------- | ----------------------------------------------------------------- | ------------- |
| 2023 | Premios Drama League | Excelente reposición de una obra de teatro | A Doll's House | Ganadora | Productora (con OHenry Theatre Nerd Productions / Runyonland MMP) | [ 16 ]        |
| 2023 | Premios Tony         | Mejor reposición de una obra de teatro     | A Doll's House | Nominada | Productora (con OHenry Theatre Nerd Productions / Runyonland MMP) | [ 14 ]        |
| 2023 | Premios Tony         | Mejor reposición de un musical             | Parade         | Ganadora | Productora (con Runyonland Sussman)                               | [ 13 ] [ 17 ] |
| 2023 | Premios Drama Desk   | Excelente reposición de un musical         | Parade         | Ganadora | Productora (con Runyonland Sussman)                               | [ 17 ] [ 18 ] |